# Małoorłowskij
Małoorłowskij (ros. Малоорловский) – chutor w Rosji, w obwodzie rostowskim, w rejonie martynowskim. W 2010 liczył 1313 mieszkańców.